# 鞑子饭
鞑子饭是一种满族、锡伯族传统食品，也称作锡伯粥、小肉饭。东北地区蒙古族也有鞑子饭。鞑子饭为肉切丁或末，与黄米、高粱或粳米同煮而成。:28

## 做法
鞑子饭有数种做法。一种传统做法为将烤肉切成小块，与黄米同煮，如多加水则为鞑子粥。清代旗人祭祀时使用这种做法，做好后放在庭院内，供往来人士食用。:31:27一种做法为将猪肉切丁过油炒，之后与高粱米一起煮，如多加水则为鞑子粥。一种做法为将牛羊肉或猪肉切小块或切成肉末:260，加调料与盐，也可加入蔬菜，与粳米同煮，此种做法也称为锡伯粥，是辽宁锡伯族食品。:28:44:77

## 关联条目
- 抓饭